# 984 TCN
984 TCN là một năm trong lịch La Mã.